# جاكسون كاكونتا
جاكسون كاكونتا (بالإنجليزية: Jackson Kakunta)‏ هو لاعب كرة قدم زامبي، ولد في 24 أكتوبر 1998.

## وصلات خارجية
- جاكسون كاكونتا على موقع قاعدة بيانات كرة القدم.إي يو (الإنجليزية)